# Power Computing Corporation
Power Computing Corporation var ett företag som tillverkade Macintosh-kloner fram till dess att Apple avslutade samarbetet med samtliga tillverkare av Macintosh-kloner. Företagets verksamhet övergick i Apples ägo 1997 i utbyte mot 100 miljoner dollar av Apples aktier.